# Abdikadir Shale Sherif
République fédérale démocratique d'Éthiopie
Abdikadir Shale Sherif (Ge'ez: አብዲቃድር ሻሌ ሸሪፍ) est un des 112 membres du Conseil de la Fédération éthiopien. Il est un des 4 conseillers de l'État Somali et représente le peuple Somali.